# BAE Systems
BAE Systems é uma empresa multinacional com sede em Farnborough, Inglaterra. Dedica-se a produzir material aeroespacial. Os seus principais clientes são os ministérios da defesa de diversos países. É fruto da aquisição da British Aerospace pela Marconi Electronic Systems ocorrida em 27 de abril de 1999.